# آلن (شیمی)

پروپادی‌ان ساده ترین ترکیب آلن است.

آلن(به انگلیسی: Allene) به دسته‌ای از ترکیبات آلی گفته می‌شود که در آن سه اتم کربن با دو پیوند دوگانه پیاپی به یکدیگر متصل شده‌اند. این ترکیبات که جز ترکیبات پلی‌ان به حساب می‌آیند در مقایسه با آلکن‌های معمول، واکنش پذیرتر هستند.